# I-31
El I-31 (イ-31?) fue un submarino portaaviones del Tipo B1 de la Armada Imperial Japonesa que participó en la Segunda Guerra Mundial durante un año antes de ser hundido en combate.

## Descripción
El I-31, con un desplazamiento de 2.600 t en superficie, tenía la capacidad de sumergirse hasta 100 m, desarrollando entonces una velocidad máxima de 8 nudos, con una autonomía de 96 millas náuticas a una velocidad reducida de 3 nudos. En superficie, su autonomía era de 14.000 millas náuticas a una velocidad de crucero de 16 nudos, desarrollando una velocidad máxima de 23,6 nudos. Trasportaba un hidroavión biplaza de reconocimiento Yokosuka E14Y conocido por los Aliados como Glen, almacenado en un hangar hidrodinámico en la base de la torre de la vela.

## Historial
El I-31 se encontraba realizando misiones de suministro a las guarniciones japonesas de las islas Aleutianas cuando tuvo lugar la Operación Landcrab por parte estadounidense para recuperar la isla Attu, el 11 de mayo de 1943. Un hidroavión Consolidated PBY Catalina localizó un torpedo dirigido al USS Pennsylvania, un acorazado super-dreadnought de 31.900 toneladas, avisando por radio. El acorazado logra esquivarlo y parte de su escolta se dirige a localizar al I-31.
Durante diez horas, los destructores USS Farragut y USS Edwards realizan búsquedas mediante sonar y ataques con cargas de profundidad, hasta que el submarino finalmente emerge, siendo hundido por fuego artillero del Edwards en la posición (52°8′N 177°38′E / 52.133, 177.633).